# Амадей (тигр)
Амадей (род. 1 октября 2009 года) — амурский тигр, который с 2010 года и по настоящее время проживает в Ленинградском зоопарке.

## Биография
Амадей родился 1 октября 2009 года в Новосибирском зверинце. В декабре 2010 года его перевезли в Санкт-Петербург, где поселили в Ленинградском зоопарке. Долгое время Амадей не шёл на контакт и бросался через стекло на человека. Агрессия Амадея была вызвана страхом и стрессом, связанным с переездом в новый город. Постепенно тигр адаптировался. В том же году Амадея свели с тигрицей Гердой, которая проживала в том же зоопарке, несмотря на то, что в природе самцы и самки живут по отдельности, каждый на своей территории, пересекаясь только в брачный период. Герда родилась в Ленинградском зоопарке в 1998 году. Её отцом был цирковой тигр Мейсон, а матерью природная тигрица Айседора. Первый «супруг» Герды, 11-летний тигр Леон, умер в 2009 году.
О первой встрече Амадея и Герды, зоотехник отдела хищных млекопитающих Ирина Пуляженкова рассказывает так:

Мы решили соединить наших питомцев, чтобы посмотреть, как у них сложатся отношения. Соединили не сразу. Сначала открыли между двумя клетками шибер — сетку, чтобы они смогли познакомиться, привыкнуть друг к другу. Интересно, что, увидев Герду, Амадей сразу убежал и спрятался. Герда же, наоборот, легла возле шибера и принялась выглядывать его и ждать знакомства. Замечу, что Амадей смотрел на Герду больше как на мать.
Именно благодаря Герде Амадей полностью адаптировался под жизнь в зоопарке. Несмотря на то, что они стали жить вместе, Амадей и Герда стали спариваться лишь с 2013 года. Сотрудники зоопарка надеялись что у пары будет потомство, но тигрята так и не родились.
В 2014 году Амадея под свою опеку ненадолго взяла студия «Ленфильм». По замыслу руководителей студии «Ленфильм» должен был стать символом возрождения студии.
В 2016 году Герда смогла выбежать из своего вольера, при этом ранила одного из работников зоопарка. Инцидент был быстро исчерпан, тигрицу на время усыпили. Несмотря на то что, что наркоз мог навредить пожилой тигрице, она не пострадала и в скором времени вернулась к обычной жизни. 
В настоящее время (2021 год) Амадей и Герда не живут вместе.